# Myingyan
Myingyan es una ciudad y distrito de Mandalay, en el centro de Birmania. 

## Demografía
La ciudad tiene una población de 123.700 habitantes y el distrito de 580.000.

## Geografía
La ciudad se ubica en el valle del río Ayeyarwady, al sur de Mandalay. Es plano por el norte y con colinas en el sur, cuyo monte más alto, el Popa, alcanza una altitud de 1518 metros. En la zona no hay bosques, sino matorrales.

## Clima
El clima es seco, con vientos del sur entre marzo y septiembre. El promedio de lluvias es de 880 mm. La temperatura varía entre 40 y 20 °C.

## Economía
Los cultivos normales son mijo, sésamo, algodón, maíz, arroz y variedades de guisantes y alubias.

## Infraestructura
Myingyan tiene una estación de tren en la ruta entre Yangon y Mandalay.
La prisión de Myingyan era conocida como el centro de detención más infame para prisioneros políticos de Birmania. Estas se realizaron entre 1990 y 1999 cuando el comité de la Cruz Roja denunció los hechos cuando hizo una visita a la prisión. 